# Krujë (stad)

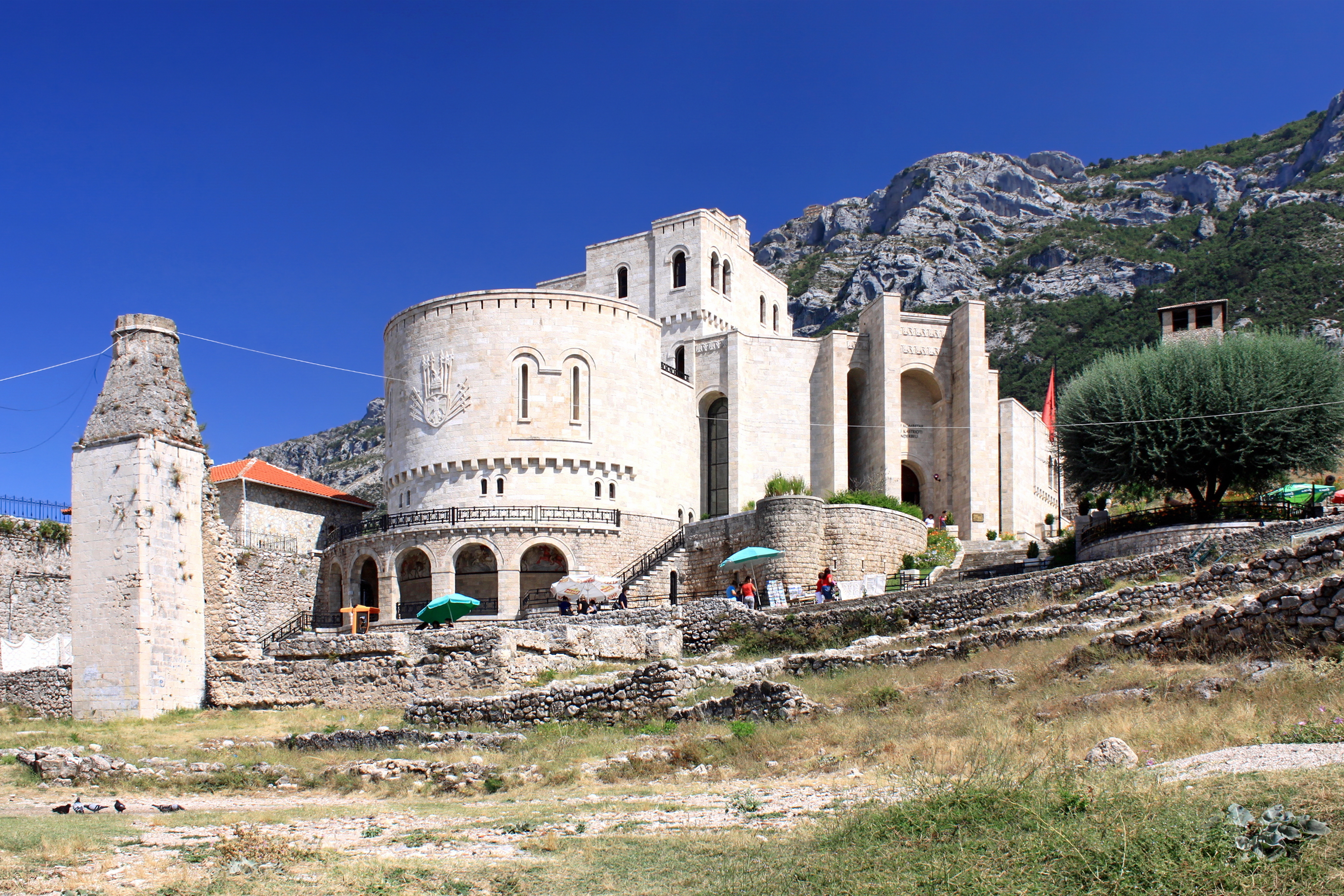
Nationaal Skanderbegmuseum

Krujë ([kɾuj(ɘ)]; bepaalde vorm: Kruja; Italiaans: Croia; Turks: Akçahisar) is een stad (bashki) in het westen van Albanië. De stad telt 60.000 inwoners (2011) en ligt in de prefectuur Durrës. Krujë is gelegen op twintig kilometer ten noorden van Tirana.
De stad geniet een grote nationale bekendheid doordat 's lands nationale volksheld Skanderbeg er in de vijftiende eeuw gedurende verschillende decennia vanuit het kasteel de oprukkende Turken tegenhield. Vandaag de dag is ze bij toeristen tevens bekend vanwege haar bazaar, waar vooral souvenirs worden verhandeld, meer dan waar ook in de rest van het land.

## Bestuurlijke indeling
Administratieve componenten (njësitë administrative përbërëse) na de gemeentelijke herinrichting van 2015 (inwoners tijdens de census 2011 tussen haakjes):
Bubq (5951) • Cudhi (1812) • Fushë-Krujë (18477) • Krujë (11721) • Nikël (9518) • Thumanë (12335).
De stad wordt verder ingedeeld in 52 plaatsen: Arrameras 1, Arrameras 2, Barkanesh, Bilaj, Borizanë, Brret, Bruz-Mal, Bruz-Zall, Bubq, Budull, Buran, Bushnesh, Cudhi - Kant, Cudhi-Zall, Derven Kodër, Derven, Dukagjin i Ri, Fushë Krujë Fshat, Fushë Krujë, Gramëz, Halil, Hasan, Kodër-Thumanë, Kroi Madh, Krujë, Kurcaj, Larushk 1, Larushke 2, Luz 1, Luze 2, Mafsheq, Mallkuç, Mazhë - Madhe, Mazhë - Vogël, Miliska, Mukaj, Murqinë, Nikël, Nojë, Picërragë, Qerekë, Rinas, Rranxë, Shkretë, Shqezë, Sukth-Vendas, Tapizë, Thumanë, Virjon, Zallë, Zezë, Zgërdhesh.

## Geschiedenis
Skanderbeg hield de Ottomanen succesvol tegen bij hun poging Europa verder te veroveren, en belette hun gedurende 35 jaar Albanië in te nemen. De Burcht van Krujë werd succesvol verdedigd tijdens drie Ottomaanse belegeringen (1450, 1466 en 1467), maar uiteindelijk capituleerden de Albanese strijdkrachten in 1470, kort na het overlijden van Skanderbeg.

## Bevolking
Volgens de volkstelling van 2011 wonen er 59.814 mensen in de gemeente Krujë. De plaats Fushë-Krujë is met 18.477 inwoners het grootst, terwijl Cudhi met 1.812 inwoners ruim tien keer kleiner is qua inwoners. In het jaar 2001 woonden er nog 64.357 mensen in de gemeente Krujë.
Van de 59.814 inwoners zijn er 14.093 tussen de 0 en 14 jaar oud, 40.084 inwoners zijn tussen de 15 en 64 jaar oud en 5.637 inwoners zijn 65 jaar of ouder.
In 2017 werden er 778 kinderen geboren, terwijl er 414 mensen stierven. De natuurlijke bevolkingsgroei is positief en bedraagt +364 mensen.

#### Etniciteit
De meeste inwoners zijn etnische Albanezen. De Roma, Egyptenaren en/of Aroemenen vormen gezamenlijk de grootste minderheid.

#### Religie
Ongeveer twee derde van de bevolking is islamitisch (66%). Er leeft ook een katholieke minderheid (11%). 
| Religieuze samenstelling in de stad (bashki) Krujë | Religieuze samenstelling in de stad (bashki) Krujë | Religieuze samenstelling in de stad (bashki) Krujë | Religieuze samenstelling in de stad (bashki) Krujë | Religieuze samenstelling in de stad (bashki) Krujë | Religieuze samenstelling in de stad (bashki) Krujë |
| Deelgemeente                                       | Aantal inwoners (census 2011)                      | Islam (%)                                          | Katholieke Kerk in Albanië (%)                     | Albanees-Orthodoxe Kerk (%)                        | Bektashi (%)                                       |
| -------------------------------------------------- | -------------------------------------------------- | -------------------------------------------------- | -------------------------------------------------- | -------------------------------------------------- | -------------------------------------------------- |
| Fushë-Krujë                                        | 18.477                                             | 67,48 procent                                      | 4,57 procent                                       | 0,36 procent                                       | 0,16 procent                                       |
| Thumanë                                            | 12.335                                             | 50,85 procent                                      | 31,03 procent                                      | -                                                  | 0,02 procent                                       |
| Krujë                                              | 11.721                                             | 81,49 procent                                      | 0,49 procent                                       | 0,24 procent                                       | 2,30 procent                                       |
| Nikël                                              | 9.518                                              | 75,06 procent                                      | 0,56 procent                                       | -                                                  | 0,03 procent                                       |
| Bubq                                               | 5.951                                              | 45,47 procent                                      | 29,15 procent                                      | 0,03 procent                                       | 0,02 procent                                       |
| Cudhi                                              | 1.812                                              | 87,75 procent                                      | 0,22 procent                                       | 0,06 procent                                       | -                                                  |
| Krujë                                              | 59.814                                             | 66,43 procent                                      | 10,89 procent                                      | 0,16 procent                                       | 0,85 procent                                       |

## Toerisme en bezienswaardigheden
Vooral vanwege de bazaar is Krujë een populaire bestemming onder toeristen. Omdat de stad goed bereikbaarheid is vanuit Tirana en Durrës, en men ze op minder dan een dag tijd vrij grondig kan verkennen, zijn er echter weinig overnachtingsmogelijkheden.
Enkele van de voornaamste bezienswaardigheden in Krujë zijn:
- De overblijfselen van het Kasteel van Krujë (Kalaja e Krujës), waarbinnen of waarop zich tegenwoordig bevinden:
  - Het Nationaal Skanderbegmuseum (Muzeu Kombëtar Gjergj Kastrioti Skënderbeu), een groot wit bouwwerk van de hand van Pranvera Hoxha, de dochter van dictator Enver Hoxha
  - Het Etnografisch Museum (Muzeu Etnografik)
  - De Teqeja e Dollmës (begraafplaats van derwisjen)
- De bazaar van Krujë
- Het Skanderbegmonument, een ruiterstandbeeld van 's lands volksheld

## Sport
Voetbalclub KS Kastrioti Krujë speelt sinds het seizoen 2009/2010 in de Kategoria Superiore, Albaniës hoogste nationale klasse.
Belsh · Berat · Bulqizë · Cërrik · Delvinë · Devoll · Dibër · Dimal · Divjakë · Dropull · Durrës · Elbasan · Fier · Finiq · Fushë-Arrëz · Gjirokastër · Gramsh · Has · Himarë · Kamëz · Kavajë · Këlcyrë · Klos · Kolonjë · Konispol · Korçë · Krujë · Kuçovë  · Kukës · Kurbin · Lezhë · Libohovë · Librazhd · Lushnjë · Malësi e Madhe · Maliq · Mallakastër · Mat · Memaliaj · Mirditë · Patos · Peqin  · Përmet · Pogradec · Poliçan · Prrenjas · Pukë · Pustec · Roskovec · Rrogozhinë · Sarandë · Selenicë · Shijak · Shkodër · Skrapar · Tepelenë · Tirana · Tropojë · Vau i Dejës · Vlorë · Vorë

Deelgemeenten · Gemeenten · Prefecturen